# Адамс (округ, Міссісіпі)
Шаблон:StateAbbr_ 31°29′ пн. ш. 91°21′ зх. д. / 31.48° пн. ш. 91.35° зх. д.
Округ Адамс (англ. Adams County) — округ (графство) у штаті Міссісіпі, США. Ідентифікатор округу 28001.

## Історія
Округ утворений 1799 року.

## Демографія
За даними перепису
2000 року
загальне населення округу становило 34340 осіб, зокрема міського населення було 23594, а сільського — 10746.
Серед мешканців округу чоловіків було 15886, а жінок — 18454. В окрузі було 13677 домогосподарств, 9403 родин, які мешкали в 15175 будинках.
Середній розмір родини становив 3,03.
Віковий розподіл населення поданий у таблиці:
| Стать    | До 15 років | 15-21 | 22-29 | 30-39 | 40-49 | 50-65 | 65-85 | Понад 85 |
| -------- | ----------- | ----- | ----- | ----- | ----- | ----- | ----- | -------- |
| Чоловіки | 3778        | 1722  | 1337  | 1901  | 2539  | 2495  | 1914  | 200      |
| Жінки    | 3714        | 1771  | 1672  | 2267  | 2885  | 2914  | 2799  | 432      |

## Суміжні округи
- Джефферсон — північ
- Франклін — схід
- Вілкінсон — південь
- Конкордія, Луїзіана — південний захід
- Тенсас, Луїзіана — північний захід

## Виноски
1. ↑  U.S. Decennial Census. United States Census Bureau. Архів оригіналу за 26 квітня 2015. Процитовано 2 листопада 2014.
2. ↑  Historical Census Browser. University of Virginia Library. Архів оригіналу за 11 серпня 2012. Процитовано 2 листопада 2014.
3. ↑  Population of Counties by Decennial Census: 1900 to 1990. United States Census Bureau. Архів оригіналу за 28 грудня 2014. Процитовано 2 листопада 2014.
4. ↑  Census 2000 PHC-T-4. Ranking Tables for Counties: 1990 and 2000 (PDF). United States Census Bureau. Архів оригіналу (PDF) за 18 грудня 2014. Процитовано 2 листопада 2014.
5. ↑  State & County QuickFacts. United States Census Bureau. Архів оригіналу за 13 липня 2011. Процитовано 2 вересня 2013.(англ.) Наведено за англійською вікіпедією.
6. ↑  American FactFinder. Бюро перепису населення США. Архів оригіналу за 26 лютого 2012. Процитовано 31 січня 2008. [Архівовано 2008-05-21 у Wayback Machine.]

| США | Це незавершена стаття з географії США. Ви можете допомогти проєкту, виправивши або дописавши її. |